# Frans Melckenbeeck
Frans Melckenbeeck (Lede, 15 november 1940) is een Belgisch voormalig wielrenner die tussen 1962 en 1972 als beroepsrenner actief was.

## Belangrijkste overwinningen

### Baan
| Jaar     | BK         | EK       | WK       | Overige                                    |
| Amateurs | Amateurs   | Amateurs | Amateurs | Amateurs                                   |
| -------- | ---------- | -------- | -------- | ------------------------------------------ |
| 1960     |            |          |          | Olympische Spelen: 9e Ploegenachtervolging |
| 1961     |            |          |          | Gent: · Omnium · Puntenkoers               |
| 1962     | Ploegkoers |          |          |                                            |

### Weg
1958
- Omloop der Vlaamse Gewesten (amateurs)

1961
- Nationaal kampioenschap op de weg (amateurs)

1962
- GP Zele

1963
- Luik-Bastenaken-Luik
- Grote 1-Mei Prijs
- 4e etappe Tour de France

1964
- GP van Isbergues
- Omloop Het Volk
- 4e etappe Parijs-Nice
- GP Fourmies

1965
- GP Monaco

1967
- 3e etappe Ronde van België
- 4e etappe Ronde van België

1968
- GP Stad Zottegem

1970
- Roubaix - Cassel - Roubaix

1971
- Omloop van Oost-Vlaanderen

## Resultaten in voornaamste wedstrijden
| Jaar | Ronde van Italië | Ronde van Frankrijk | Ronde van Spanje |
| ---- | ---------------- | ------------------- | ---------------- |
| 1962 |                  | opgave              |                  |
| 1963 |                  | opgave (1)          |                  |
| 1964 |                  | opgave              | 37e (3)          |
| 1965 |                  |                     | opgave (1)       |
| 1966 |                  |                     |                  |
| 1967 |                  |                     |                  |
| 1968 |                  |                     |                  |
| 1970 |                  |                     |                  |
| 1971 |                  |                     |                  |

| Jaar | Milaan-San Remo | Gent-Wevelgem | Ronde van Vlaanderen | Parijs-Roubaix | Amstel Gold Race | Luik-Bast.‑Luik | Parijs-Tours |  | Wereldranglijsten |
| ---- | --------------- | ------------- | -------------------- | -------------- | ---------------- | --------------- | ------------ |  | ----------------- |
| 1962 |                 |               |                      |                |                  |                 | Zilver       |  |                   |
| 1963 | 28e             | 51e           | ↑                    |                |                  | Goud            | 10e          |  | 19e (SPP)         |
| 1964 | 96e             | 62e           |                      | 6e             |                  |                 | 5e           |  | 20e (SPP)         |
| 1965 |                 |               |                      | 39e            |                  |                 |              |  |                   |
| 1966 |                 | 41e           |                      |                |                  |                 |              |  |                   |
| 1967 |                 | 9e            |                      | 12e            |                  |                 | 58e          |  |                   |
| 1968 |                 | 33e           |                      | 10e            |                  |                 |              |  |                   |
| 1970 |                 |               |                      |                | 9e               |                 |              |  |                   |
| 1971 |                 | 20e           |                      |                |                  |                 |              |  |                   |

Wielerploegen van Frans Melckenbeeck
Abadie ·
Aerenhouts ·
Anastasi ·
Bello ·
Beuffeuil ·
Bihouée ·
Bourlès · 
Carfantan ·
Cazala ·
Drissi Ben Brahimi ·
Ferrer ·
Fraisseix ·
Gainche ·
Gandolfo ·
Gestraud ·
Hellemans ·
Huot ·
Jouglain ·
Laversin ·
Leborgne ·
Lebuhotel ·
Le Dissez ·
Manzano ·
Mazeaud ·
Melckenbeeck ·
Meneghini ·
Pipelin ·
Piszczek ·
Poulidor ·
Privat ·
Ricou ·
Sabbadini ·
Schils ·
Sentier ·
Trochut ·
Vanden Berghen ·
Van Schil ·
Verlinden ·
Wasko
Anastasi ·
de Bakker ·
Barmier ·
Bello ·
Benet ·
Bernet ·
Beuffeuil ·
Bihouée ·
Bourlès · 
Brux ·
Cazala ·
Cloarec ·
Deloche ·
Delplanche ·
Eugen · 
Ferrer ·
Fontagneres ·
Fraisseix ·
Gainche ·
Gandolfo ·
Gestraud ·
Hellemans ·
Henwood ·
Jouglain ·
Laversin ·
Le Bihan ·
Leborgne ·
Lebuhotel ·
Le Dissez ·
Le Grevès ·
Manzano ·
Marcarini ·
Martin ·
Mazeaud ·
Melckenbeeck ·
Meriaux ·
Milesi ·
Piszczek ·
H. Poulidor ·
R. Poulidor ·
Quéméré ·
Quevat ·
Ricou ·
Rosnarbo ·
Sabbadini ·
Sentier ·
Serre ·
Trochut ·
Vanden Berghen ·
Van Schil ·
Verhaegen ·
Vermeulen ·
Wasko
Aerenhouts ·
Anastasi ·
Annaert ·
Bernet ·
Beuffeuil ·
Brux ·
Cazala ·
Chappe ·
Dalis ·
De Middeleir ·
Doom ·
Drissi Ben Brahimi ·
Fontagneres ·
Fraisseix ·
Gainche ·
Genet ·
Hellemans ·
Hoban ·
Le Bihan ·
Leborgne ·
Lebuhotel ·
Le Dissez ·
Leduc ·
Lemeteyer ·
Magnien ·
Manzano ·
Marcarini ·
Melckenbeeck ·
Meriaux ·
Poulidor ·
Poulot ·
Quéméré ·
Ricou ·
Rosnarbo ·
Sabbadini ·
Serre ·
Van Driessche ·
Van Schil ·
Verhaegen ·
Vermeulen ·
Wasko
Aerenhouts ·
Annaert ·
Bernet ·
Bodin ·
Boudringhin ·
Brux ·
Cazala ·
Chappe ·
Cousseau ·
Dalis ·
De Middeleir ·
Gainche ·
Genet ·
Goeury ·
Hoban ·
Le Bihan ·
Le Dissez ·
Leduc ·
Marcarini ·
Melckenbeeck ·
Meriaux ·
Poulidor ·
Quéméré ·
Réaux ·
Ricou ·
Rosnarbo ·
Simon ·
Spruyt ·
Swerts · 
Van de Voorde ·
Van Schil ·
Vermeulen ·
Vignolles ·
Wasko ·
Wolfshohl
Aerenhouts ·
Bachelot ·
Bellone · 
Bodin ·
Boudringhin ·
Bourgois ·
Bouton ·
Cazala ·
Chappe ·
Cools ·
Delort ·
Elliott ·
Genet ·
Guimbard ·
Hiddinga ·
Hoban ·
Ignolin ·
Jourden ·
Laforest ·
Leduc ·
Manzano ·
Melckenbeeck ·
Poulidor ·
Poulot ·
Spruyt ·
Swerts · 
Van Schil ·
Wolfshohl